# Вінницько-Ставська сільська рада
| Вінницько-Ставська сільська рада — орган місцевого самоврядування у Васильківському районі Київської області з адміністративним центром у с. Вінницькі Стави. Водоймища на території, підпорядкованій даній раді: Рутка. Сільській раді підпорядковані населені пункти: - с. Вінницькі Стави |

## Склад ради
Рада складається з 12 депутатів та голови.

### Керівний склад ради
| ПІБ                     | Основні відомості                                                         | Дата обрання | Дата звільнення |
| ----------------------- | ------------------------------------------------------------------------- | ------------ | --------------- |
| Попко Тамара Віталіївна | Сільський голова, 1964 року народження, освіта, позапартійна              | 26.03.2006   | 31.10.2010      |
| Попко Тамара Віталіївна | Сільський голова, 1964 року народження, освіта вища, член народної партії | 31.10.2010   |                 |

Примітка: таблиця складена за даними джерела